# Vercingétorix : La Légende du druide roi
Pour plus de détails, voir Fiche technique et Distribution.
Vercingétorix : La Légende du druide roi est un film français réalisé par Jacques Dorfmann et sorti en 2001. Rejeté massivement par la critique et ignoré par le public, le film est remarqué pour l'ensemble de ses défauts et se verra attribuer trois Bidets d'or en 2001 : pire film, pire acteur (Christophe Lambert) et pire réalisateur (Jacques Dorfmann).

## Synopsis
En 58 av. J.-C., Jules César (Klaus Maria Brandauer) à la tête de ses légions romaines envahit la Gaule. 
Refusant de se soumettre à César, Celtill, chef de la tribu des Arvernes, est brûlé publiquement, sous les yeux de son jeune fils Vercingétorix (Christophe Lambert). 
Le jeune Vercingétorix est alors recueilli par Rhia (Maria Kavardjikova), une druidesse-guerrière, qui l'éduque aux pouvoirs magiques et au maniement de l'épée. Plus tard, Vercingétorix décide de se venger.  Découvrant le rôle trouble de César, et aidé de ses lieutenants (Denis Charvet et Vincent Moscato), Vercingétorix décide de bouter hors de la Gaule l'envahisseur romain et tente d'unir pour la première fois les tribus gauloises.
Visionnaire, mais ne comprenant pas toujours les péroraisons sibyllines du druide Guttuart (Max von Sydow), le héros arverne provoque un ultime massacre à Alésia et finit, dépité, par se rendre à César.

## Fiche technique
- Titre original : Vercingétorix ou Vercingétorix : La Légende du druide roi
- Réalisation : Jacques Dorfmann
- Scénario : Rospo Pallenberg, Norman Spinrad et Jacques Dorfmann, d'après une histoire de Jacques Dorfmann et Anne de Leseleuc
- Musique originale : Pierre Charvet (avec Sonia Lacen qui enregistrera plusieurs morceaux chantés[1])
- Photographie : Stefan Ivanov
- Montage : Marie Castro-Vasquez
- Décors : Didier Naert
- Costumes : Édith Vesperini
- Production : Jacques Dorfmann, Claude Léger, Patrick Sandrin, Denis Charvet , Rodolphe Polin-Michaut
- Armurerie : Maratier[2].
- Sociétés de production : Centre national du cinéma et de l'image animée, Eiffel Productions, La Mutualité Française, Groupe M6, SMK Limited, Groupe TF1, Transfilm, Téléfilm Canada
- Sociétés de distribution : Columbia Tristar Home Entertainment (en), Sony Pictures Video, Lolistar ( France)
- Pays d'origine :  France,  Canada et  Belgique
- Langue : français
- Budget : 15 millions d'euros[3]
- Formats : Couleur / 35 mm / 2,35:1 / Dolby Digital
- Durée : 2h02
- Genre  : péplum, reconstitution historique, drame
- Dates de sortie :
  -  France : 24 janvier 2001
  -  Canada : 31 août 2001
  -  États-Unis : 11 décembre 2001 (directement en vidéo)

## Distribution
- Christophe Lambert : Vercingétorix
- Klaus Maria Brandauer : Jules César
- Max von Sydow : Gutuart
- Inés Sastre : Épona
- Bernard-Pierre Donnadieu : Dumnorix
- Denis Charvet : Cassivelaun
- Maria Kavardjikova (bg) : Rhia
- Yannis Baraban : Litavic
- Vincent Moscato : Moscatos
- Jean-Pierre Bergeron : Diviciac
- Aubert Pallascio : Gobannitio
- Jean-Pierre Rives : un chef teuton
- Yves Belluardo : un gaulois
- Claude Brasseur : narrateur

## Production
La bataille d'Alésia est tournée à Bélogradtchik en Bulgarie. Les villes gauloises sont reconstituées à Sofia.
Le film a été tourné simultanément en français et en anglais pour lui ouvrir le marché international. Exploité comme un direct-to-video, sous le titre Druids, le film sera disponible dans un montage réduit et accompagné d'une jaquette fortement inspirée de Braveheart.

### Témoignages ultérieurs
Le rugbyman, acteur et humoriste Vincent Moscato est crédité en guerrier gaulois sous le nom de Moscatos. Lors d'une émission du Super Moscato Show avec Denis Charvet, il revient avec humour sur les anecdotes du film et la critique de celui ci.

Plusieurs années après le désastre, Christophe Lambert reviendra sur le film : 
« Quant à Vercingétorix, c'est un rôle sur le papier qui était « inrefusable ». C'est le héros français par excellence, c'est le mec qui a fait la France. Ce fut un dérapage permanent au niveau de la production, au niveau des financements qui n'étaient pas là, au niveau d'un metteur en scène qui était quand même extrêmement laxiste, et un résultat qui est exactement ce qu'il devait être. Une grosse déception aussi, non seulement au niveau critique mais au niveau acteur. C'est une grosse déception pour moi parce que je pense qu'il y avait matière à faire Braveheart, réellement. Il y avait cette matière mais il n'y avait ni la détermination, ni la substance au niveau de la production et de la mise en scène. »

Lambert rajoutera :
« Le réalisateur était dans tous les sens et dès la première semaine de tournage, j’ai compris qu’on allait droit dans le mur, c’était la catastrophe. Dans ce cas là vous vous dites : « Bon, j’ai 4 mois de tournage, il va falloir y être à 1000 % au lieu de cent. » De fait, je faisais plus office de producteur, psychologue, directeur de seconde équipe, je ne décrochais jamais. Ce fut mon tournage le plus dur sur un plan psychologique et humain. »
Mais aussi :
Ce qui m’a rendu triste, sur Vercingétorix, c’est que si le metteur en scène avait été concentré sur son film et pas dans l’état dans lequel il était au quotidien [ivre], il avait la possibilité de faire un Braveheart français. On ne peut pas refuser un rôle comme Vercingétorix. Après la première semaine de tournage, je me suis dit que j’allais vivre quinze semaines d’enfer. Ça a été le cas. À partir du moment où une équipe ne respecte plus le metteur en scène, c’est fini. Il était aussi producteur du film. S’il avait été uniquement metteur en scène, je pense qu’il aurait été changé. On avait heureusement un réalisateur de seconde équipe formidable, un Canadien, qui a tourné toutes les batailles. Ce n’est pas un regret. C’est du passé. On ne peut pas rattraper ce qui est fait. Ce qui m’a rendu triste, c’est juste de rater la possibilité de faire un vrai grand film.

## Accueil critique
Au moment de sa sortie, le film est très mal reçu par la critique. Selon Libération, aucun film français n'avait reçu un tel accueil critique depuis Le Jour et la Nuit de Bernard-Henri Lévy en 1997.
- Michel Ciment, dans Positif, parle de fiasco :  « Pas une image qui ne donne l'impression de déjà vu, des moments inoubliables de comique involontaire (…), une absence totale de sens dramatique : le fiasco est d'importance. »
- Aurélien Férenzci évoque dans Télérama : « Le bide du siècle... »
- Frédéric Bonnaudune, dans Les Inrocks, classe l'œuvre dans la catégorie : « Série Z hypertrophiée. »
- Marc Toullec, dans Ciné Live, souligne les liens entre Christophe Lambert et John Wayne :  « Crédible dans le rôle de Vercingétorix, Lambert l'est à peu près autant que John Wayne dans celui de Gengis Khan dans Le Conquérant, l'une des plus drôles erreurs de casting de l'histoire du cinéma. »
- Dans Chronic'Art, Nathalie Piernaz remarque :  « Vercingétorix, c'est tout simplement la nullité 24 images par seconde : un Christophe Lambert au regard plus inexpressif que jamais, des scènes de bataille « épiques » qui donnent l'impression d'avoir été tournées dans un potager (...). »
- Dans Le Monde, Samuel Blumenfeld :  « Articulé autour d'un projet ambitieux, Vercingétorix échoue pourtant sur tous les tableaux. Une interprétation désastreuse, des dialogues anachroniques (...) font basculer le spectateur dans une vision au second degré. »
- Pascal Mérigeau, dans Le Nouvel Observateur, parle :  « (...) d'une nullité sans nom (...). »
- Baptiste Liger de Libération reconnaît que le film est « certes incontestablement « nul » mais aime à le voir comme « une bizarrerie nostalgique plutôt rare », notamment car il lui rappelle le genre du péplum bis européen des années 50-60 par ses défauts et sa coproduction en europudding[9]. Il situe le film dans un courant alors à la mode de « bios romancées de héros nationalo-nationalistes », comme Braveheart (1995), Jeanne d'Arc (1999), The Patriot : Le Chemin de la liberté (2000), bien qu'il ne soit pas aussi « regardable »[9].
- Dans Première, Gérard Delorme reste choqué par les déguisements de Christophe Lambert : « Avec ses postiches variés, Christophe Lambert ressemble plus au bassiste de Spinal Tap qu'à un chef gaulois. Les scènes de bataille, visiblement inspirées de Braveheart, sont loin d'avoir la lisibilité de leur modèle. Les dialogues, tantôt trop explicites, tantôt pas assez, contiennent des perles d'humour involontaire (« Gauloises, Gaulois ! ») qui donnent au film un second degré. »
- Dans Le Quotidien du cinéma, Christophe Dordain propose une analyse de la catastrophe : « Comment définir le dégoût profond, la rage immense que l'on peut ressentir à la vue d'un tel désastre ? Volontairement, je vous propose une « analyse » de ce film tournant autour de quelques mots clés : stupide, idiot, crétin, débile[10]. »
- Thierry Jobin, dans Le Temps, a relevé les multiples « erreurs techniques » du film : « Vercingétorix souffre de mille manques : de moyens lorsque l'armée romaine de César se résume à trente figurants ; de temps quand, dans une même scène, le ciel est tantôt radieux tantôt orageux ; de crédibilité, là où, faute de maquillages convaincants, les soldats de Vercingétorix, grossièrement perruqués, tombent raides morts en serrant tant bien que mal une épée ou une lance entre le bras et le torse. »
- Jean-Philippe Tessé dans la revue Urbuz constate : « Devant cette déferlante de comique involontaire, ce sérieux inébranlable, cette somme incroyable de tentatives (narratives et visuelles) totalement ratées, devant ces aberrations flagrantes, on a parfois du mal à y croire. »

Des historiens, des chercheurs ou encore des youtubeurs ont vu des incohérences dans cette histoire romancée de Vercingétorix,.
Le film eut du soutien par quelques médias comme le journal Le Figaro Magazine ou encore le magazine Historia.
Chris Parry, sur le site eFilmCritic.com, notera à propos de Druids, la version anglaise : « C'est comme si Ed Wood tentait de faire un remake de Braveheart. En Bulgarie. »
Selon la notation d'IMDB, Druids décroche la note de 2,7/10 pour 4 961 votes. 
Le film est moqué par les internautes avec des critiques comme « Il y a ceux qui l'ont vu. Et ceux qui en parlent. Plus qu'un film, une épreuve. Le Gladiator du navet. Un seul mot : "Pourquoi ? » ou « Par comparaison, le Jeanne d'Arc de Luc Besson est un cours d’Histoire donné à la Sorbonne. »

## Distinctions
Le film est « distingué » lors de la première cérémonie des Bidets d'or en 2001, récompensant les pires films sur le modèle des Razzie Awards, :
- Pire film de l'année
- Pire acteur pour Christophe Lambert
- Pire réalisateur pour Jacques Dorfmann

## Autour du film
- Pierre Charvet, le compositeur de la musique du film[3], est le cousin de Denis Charvet coproducteur du film. Il composera des musiques en Gaulois pour le film[1].
- Au sujet de la réplique « Gauloises, Gaulois », Christophe Lambert raconte : « Je lui ai dit : « Jacques, je ne pense pas que c'est bien de dire Gauloises, Gaulois comme Charles de Gaulle disait Françaises, Français ». Mais qu'est ce que tu veux répondre à un mec qui te dit « Mais tu crois que ça vient d'où le « Françaises, Français » ? Cela vient de « Gauloises, Gaulois », qui est une réalité historique. Simplement, si les gens ne le savent pas, et c'est ce que je lui disais, ils vont d'abord penser à De Gaulle et vont rire en se disant que nous sommes des fous ![6]».
- Klaus Maria Brandauer et Max von Sydow se retrouvent après avoir joué les deux principaux méchants (Maximilian Largo et Ernst Stavro Blofeld) du James Bond « non officiel », Jamais plus jamais, sorti en 1983[19].
- Le réalisateur Jacques Dorfmann aurait été ivre trop souvent pendant le tournage, ce qui constituerait l'une des raisons de l'échec du film[20]. Christophe Lambert déclare « Mais bon, quand le réalisateur arrive déjà bien attaqué à 8 heures du matin et qu’à 15 heures il est écroulé, saoul comme une vache au milieu des figurants et qu’il hurle « fin de tournage ! » ça devient ingérable. L’équipe ne le respectait plus, la production non plus, les acteurs encore moins »[21].